# Yeoju (métro de Séoul)
Yeoju (hangeul : 여주 ; hanja : 驪州) est la station terminus sud de la ligne Gyeonggang du métro de Séoul. Elle est située au 80 Gyodong-ro, sur le territoire de la ville Yeoju-si, sur le territoire de la province Gyeonggi-do, au sud-est de Séoul, en Corée du Sud.
Ouverte en 2016, la station est desservie par les rames omnibus qui circulent sur la ligne Gyeonggang.

## Situation sur le réseau

Plan du réseau (2023)

La station, établie en surface, Yeoju est la station terminus sud-est de la ligne Gyeonggang du métro de Séoul : elle est située avant la station Sejongdaewangneung, en direction du terminus nord Pangyo.

## Histoire
La station Yeoju est mise en service le 24 septembre 2016, lors de l'ouverture à l'exploitation de la ligne Gyeonggang,.

## Services aux voyageurs

### Accès et accueil
Établie au 80 Gyodong-ro, ville de Yeoju-si, elle dispose de deux accès. Elle est organisée avec deux quais latéraux encadrant les deux voies de la ligne. Comme les autres stations elle est équipée d'une billetterie par automates pour les titres de transports.

Installations
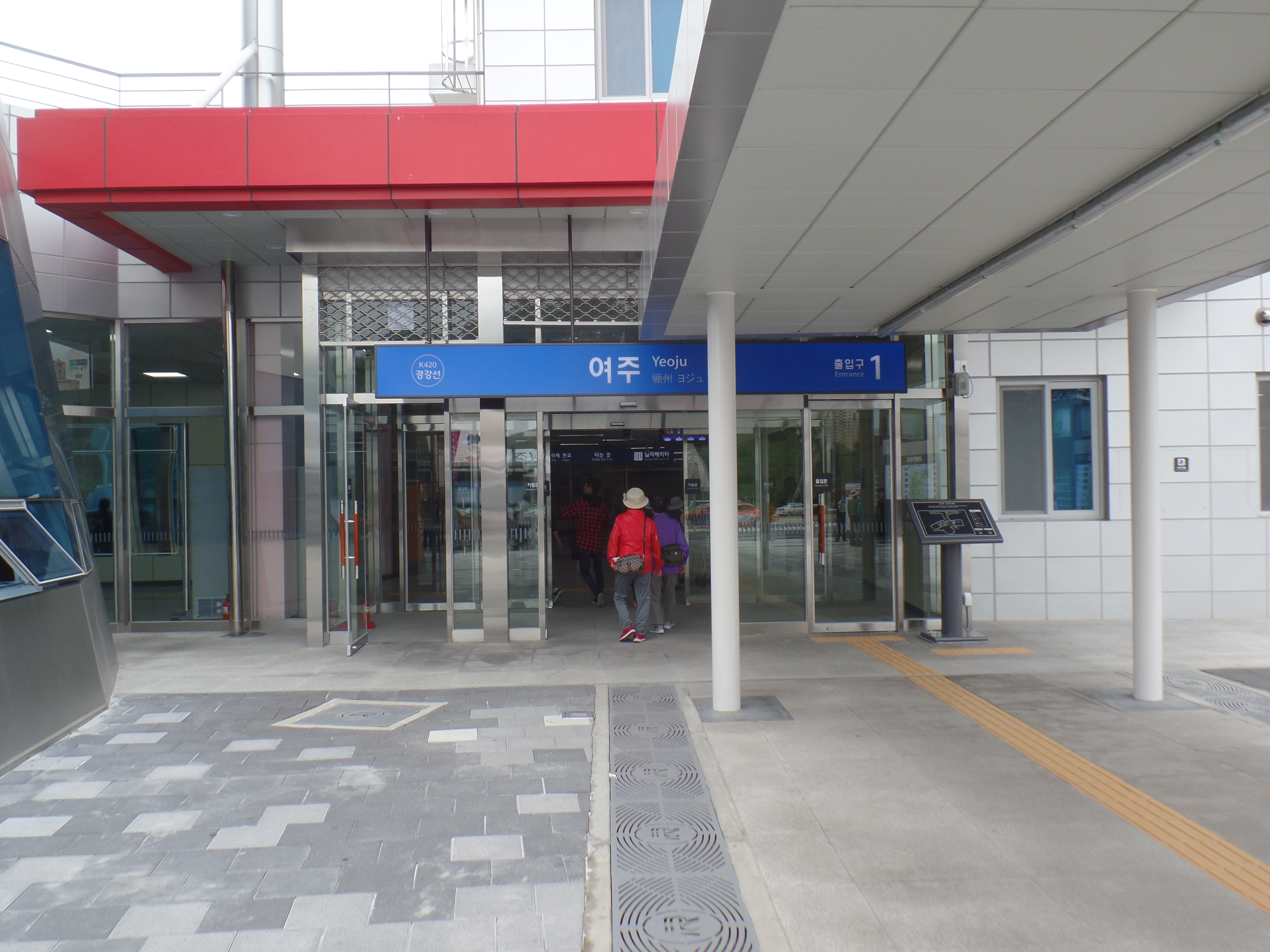
En 2016
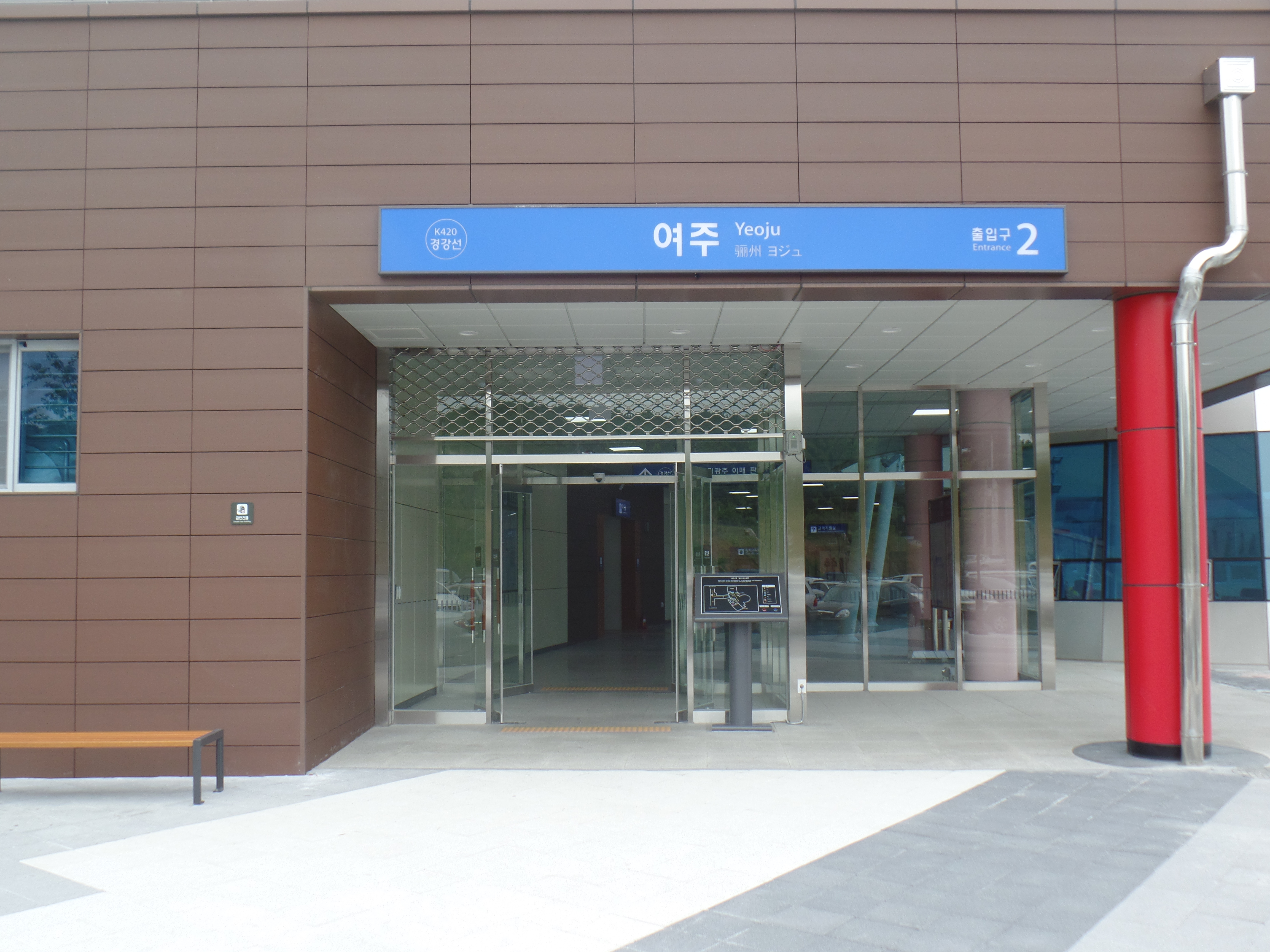
En 2016
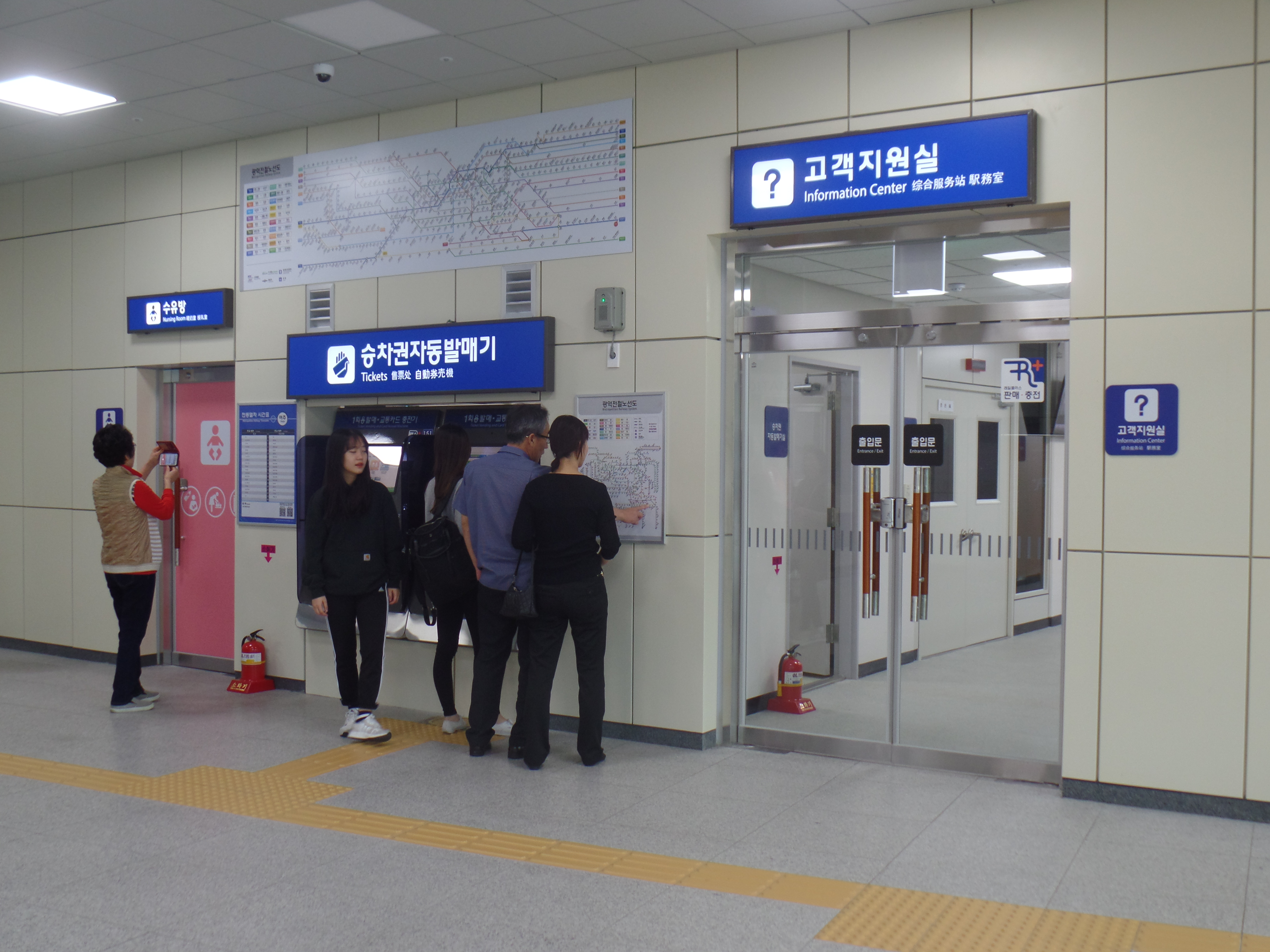
En 2016

### Desserte
Yeoju est desservie par les rames omnibus qui circulent sur la ligne. Les quais sont équipés de portes palières.

### Intermodalité
Des arrêts de bus sont situés à proximité.